# Ruokek
Ruokek är en sjö i Jokkmokks kommun i Lappland och ingår i Råneälvens huvudavrinningsområde. Ruokek ligger i Råneälven Natura 2000-område.